# Kułykiwka
Kułykiwka – osiedle typu miejskiego w rejonie czernihowskim, w obwodzie czernihowskim Ukrainy.
Znajduje się tu stacja kolejowa Imeni Borysa Olijnyka, położona na linii Czernihów – Niżyn.

## Historia
Pierwsza wzmianka o miejscowości pochodzi z 1650, status osiedla typu miejskiego posiada od 1960.
W 1989 liczyło 6084 mieszkańców.
W 2013 liczyło 5534 mieszkańców. Do 2020 siedziba władz rejonu kułykiwskiego.